# 定遠州 (雲南)
定遠州，是元代雲南的一個州，在今之雲南省牟定縣。至元十二年（1277年），改牟州為定遠州，屬威楚開南等路。後改州為定遠縣。